# 토폴차니

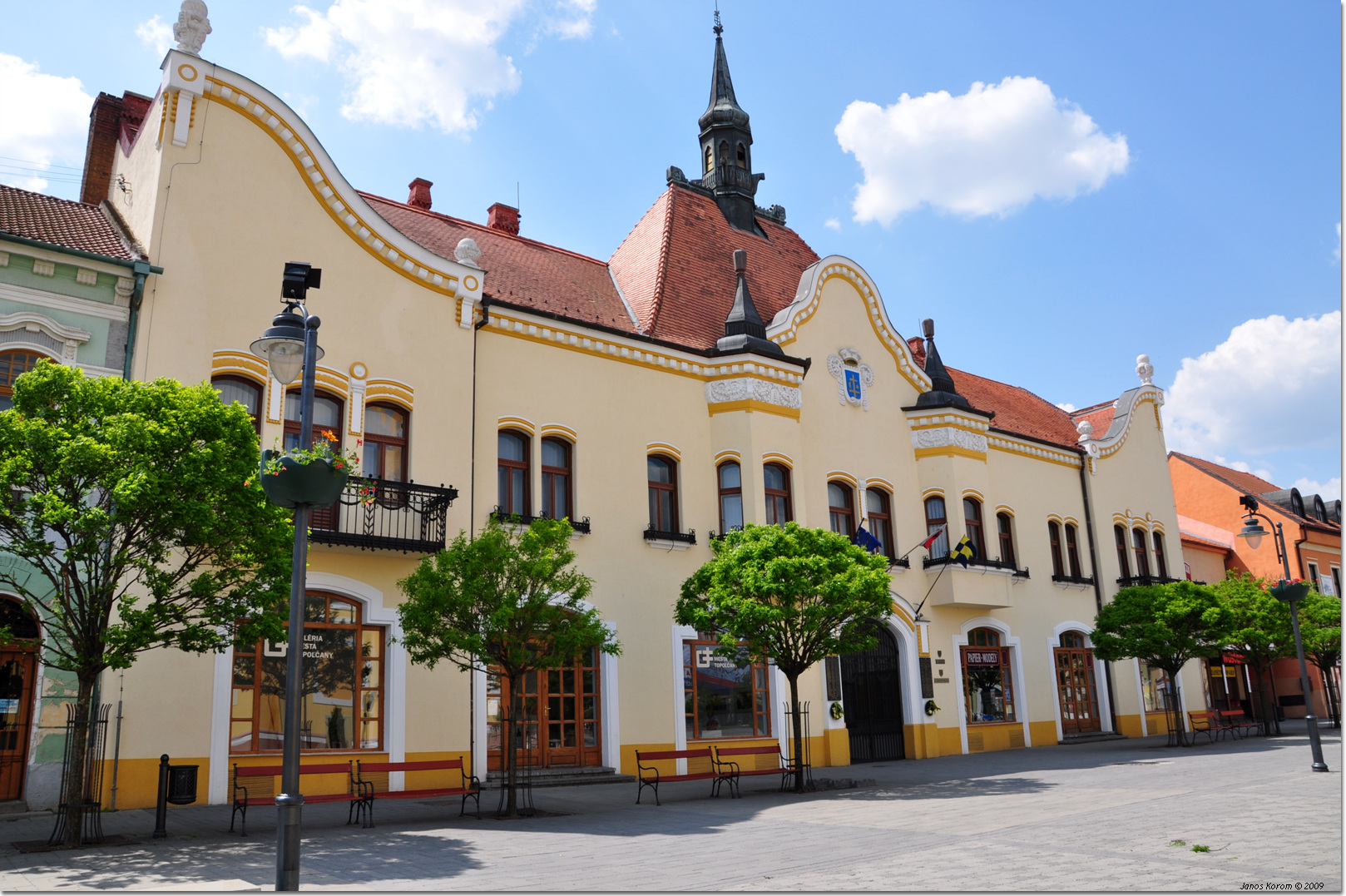
토폴차니 시청

토폴차니(슬로바키아어: Topoľčany, 1920년 이전까지 사용한 이름: 벨케토폴차니(Veľké Topoľčany), 헝가리어: Nagytapolcsány 너지터폴차니[*])는 슬로바키아 니트라 주에 위치한 도시로 면적은 27.576km2, 높이는 174m, 인구는 27,177명(2011년 기준), 인구 밀도는 986명/km2이다. 니트라강과 접한다.
9세기에 중세 시대의 시장이 형성되면서 교역의 거점으로 여겨졌으며 1173년 문헌에 처음 등장했다. 16세기, 17세기에는 오스만 제국과 합스부르크 군주국 간의 경계선에서 북쪽으로 약 60km 정도 떨어진 곳에 위치했기 때문에 이들 국가 간의 크고 작은 전투가 벌어지면서 크게 파괴되었다. 제1차 세계 대전의 종전과 함께 체코슬로바키아가 수립되면서 산업화가 진행되었다.

시 문장